# 메리 체니

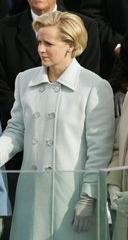
2005년의 체니.

메리 클레어 체니(영어: Mary Claire Cheney, 1969년 3월 14일 ~ )는 미국의 전 부통령인 딕 체니의 둘째 딸이다. 정치적으로 보수적인 공화당이지만 레즈비언이다. 2013년 홀링워드 페리 케이스에서 동성결혼을 찬성하는 데에 서명하였다.
위스콘신주 매디슨에서 출생하여, 2002년 덴버대학교에 비즈니스 전공으로 학위를 받았다. 1992년 이후로 그녀의 부인은 헤더 포였고 계속해서 동성결혼을 주장하였다. 2012년 6월 12일 헤더 포와 결혼식을 거행하였다.